# عبد الصمد مفتاح الخير
عبد الصمد مفتاح الخير (مواليد 8 يونيو 1977) هو ممثل مغربي، شارك في العديد من الأعمال الفنية المغربية خاصة في التلفزيون.

## النشأة
ولد عبد الصمد مفتاح الخير في مراكش في 8 يونيو 1977 وسط أسرة متواضعة، بعد حصوله على شهادة الباكالوريا، تخرج من المعهد العالي للفن المسرحي والتنشيط الثقافي، وكانت بدايته في المسرح، ثم شارك بعدها في عدة أفلام ومسلسلات في التلفزيون والسينما.

## مسيرته
أول عمل شارك فيه كانت مسرحية رحلة العطش مع عبد الحق الزروالي، كما نال الجائزة الكبرى وجائزة أحسن ممثل عن مسرحية كيد الرجال سنة 2000، هذا بالإضافة إلى أنه شارك في سلسلة عائلة السي مربوح رفقة محمد الجم، ودار الورثة، كما قدم دور البطولة في مسلسل دواير الزمان لفريدة بورقية، ثم شارك في فيلم الملائكة لا تحلق فوق الدارالبيضاء لمحمد العسلي، كما قدم إلى جانب سامية أقريو سلسلة أنا وياك وشارك في عدة أفلام ومسلسلات وكذلك عدد من الأعمال الكوميدية من أشهرها دور «لطفي» في السلسلة الشهيرة عائلة السي مربوح رفقة الثنائي محمد الجم وسعيدة بعدي.

## أعماله

### أفلام
- 2004: نافح العطسة
- 2005: الملائكة لا تحلق فوق الدارالبيضاء
- 2007: نانسي والوحش
- 2007: أبو أمال
- 2009: ولد مو
- 2012: كل ما يريده الرجال
- 2015: سطاجير
- 2018: خفة الرجل

### مسلسلات كوميدية
- عائلة السي مربوح
- لاباس والو باس
- دار الورثة
- حاولو على مستور
- مرضي ميمتو
- بنكالو
- بنت الناس
- حي البهجة

### مسرحيات
- كيد الرجال
- الحراز
- عويشة
- مرسول الحب
- كيف اطوير طار

### برامج
- برنامج لالة لعروسة (منشط)
- عتاب (ضيف)

## روابط خارجية
- عبد الصمد مفتاح الخير على موقع IMDb (الإنجليزية)
- عبد الصمد مفتاح الخير على موقع قاعدة بيانات الأفلام العربية
- عبد الصمد مفتاح الخير على موقع ألو سيني (الفرنسية)
- عبد الصمد مفتاح الخير على موقع قاعدة بيانات الفيلم (الإنجليزية)